# WinMX
A WinMX a Frontcode Technologies által készített peer-to-peer fájlcserélő program. Kezdetben OpenNAP kliensként képes volt egyidejűleg csatlakozni több szerverhez, s később a Frontcode-hoz is, mely a WinMX 2-vel indult. Létrehoztak egy szabadalmaztatott (proprietary) protokollt, amit WinMX Peer Network Protocol-nak (WPNP) neveztek el. A WPNP 2. verzióját kivonták a WinMX 3.0-ból és  létrehozták a WPNP 3-at. A Frontcode számos cache szervert használ a WPNP hálózat fenntartásához.
A Lopster rendelkezett a WPNP 2-es támogatásával, azonban később kizárták őket a WPNP 3 megjelenésével.
A WinMX nagyon népszerű volt Japánban köszönhetően annak, hogy kezelte a multibájtos karaktereket. 2001-től gyakorlatilag ez lett Japánban „A” P2P alkalmazás. Népszerűsége azonban gyorsan csökkenni kezdett, amikor több felhasználót letartóztattak. Ennek következtében a fejlesztés félig biztonságos (semi-secure) és titkosított lett, majd egy szerver nélküli alkalmazás jelent meg, melyet WinNY neveztek (az N az M után jön, az Y az X után.)
Számos ember úgy tartja, hogy a WinMX sokkal biztonságosabb letöltő program, mint a Kazaa.
2005. szeptember 13-án a RIAA feszólította a Frontcode Technologies-t, hogy tegyék lehetetlenné jogvédett tartalmak megosztását, vagy szüntessék be a program fejlesztését és támogatását. 2005. szeptember 21-én hivatalosan megerősítették, hogy a WinMX honlapját és a hálózatot lekapcsolták.
2005. szeptember 25-től a felhasználók már kétféle nem hivatalos működő "frissítést" is letölthettek a WinMX-hez. Mindkét "frissítés" úgy működik, hogy a nem működő hivatalos WinMx szerverek IP-címeit átírják a készítő csapat saját szervereinek IP-címeire. Két csapatot érdemes megemlíteni itt: a WinMXGroup-ot és az MXPie-t.

## Külső hivatkozások
- A Frontcode Technologies weboldala
- A Magyar WinMX oldal honlapja

1. ↑  WinMX v3.54 Beta. [2004. október 12-i dátummal az eredetiből archiválva].